# Municipio Jiménez (Chihuahua)
Koordinaten: 27° 0′ N, 104° 24′ W
Jiménez ist ein Municipio mit etwa 41.000 Einwohnern im mexikanischen Bundesstaat Chihuahua. Das Municipio hat eine Fläche von 10.789,6 km². Verwaltungssitz und größter Ort des Municipios ist José Mariano Jiménez.
Das Municipio ist nach José Mariano Jiménez, einem Aufständischen im Mexikanischen Unabhängigkeitskrieg, benannt.

## Geographie
Das Municipio Jiménez liegt im Südosten des Bundesstaats Chihuahua auf einer Höhe zwischen 1000 m und 2300 m. Es zählt zu über 99 % zur physiographischen Provinz der Sierras y Llanuras del Norte; 81 % des Municipios liegen in der hydrologischen Region des endorheischen Beckens des Bolsón de Mapimí, 19 % hingegen in der hydrologischen Region Bravo-Conchos und entwässern in den Golf von Mexiko. Die Geologie des Municipios wird zu 61 % von Alluvionen bestimmt bei 16 % Kalkstein, 10 %  Konglomeratgestein und 3 % Basalt; vorherrschende Bodentypen im Municipio sind der Calcisol (50 %), Leptosol (28 %), Regosol (5 %) und Vertisol (4 %). Etwa drei Viertel des Municipios werden von Gestrüpplandschaft eingenommen, 15 % werden als Weideland genutzt, 5 % dienen dem Ackerbau.
Das Municipio grenzt an die Municipios Camargo, Coronado, López und Casas Grandes sowie an die Bundesstaaten Coahuila und Durango.

## Bevölkerung
Beim Zensus 2010 wurden im Municipio 41.265 Menschen in 10.904 Wohneinheiten gezählt. Davon wurden 420 Personen als Sprecher einer indigenen Sprache registriert, darunter 277 Sprecher der Tarahumara-Sprache. 4,5 Prozent der Bevölkerung waren Analphabeten. 16.004 Einwohner wurden als Erwerbspersonen registriert, wovon 70 % Männer bzw. 6,8 % arbeitslos waren. 3,5 Prozent der Bevölkerung lebten in extremer Armut.

## Orte
Das Municipio Jiménez umfasst 293 bewohnte localidades, von denen lediglich der Hauptort vom INEGI als urban klassifiziert ist. Elf Orte wiesen beim Zensus 2010 eine Einwohnerzahl von über 200 auf. Die größten Orte sind:
| Ort                  | Einwohner |
| José Mariano Jiménez | 34.281    |
| Escalón              | 00.697    |
| Torreoncitos         | 00.444    |